# لیموقبای معمولی
لیموقبای معمولی (نام علمی: Aegithina tiphia) نام یک گونه از تیره لیموقبا است.

## نگارخانه

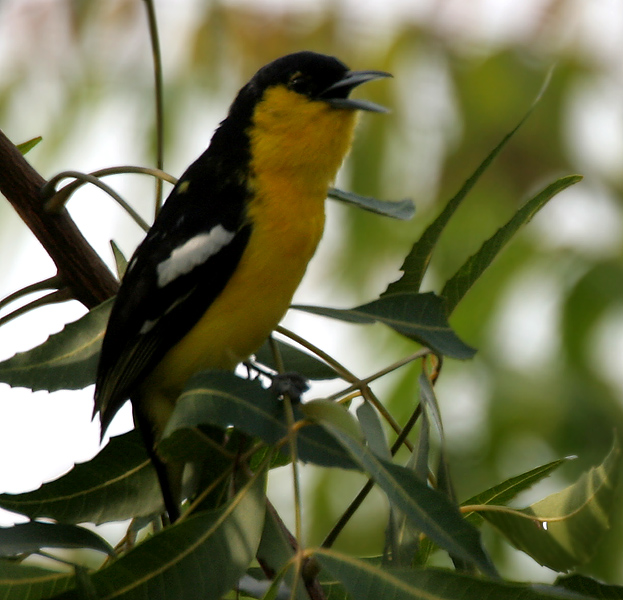
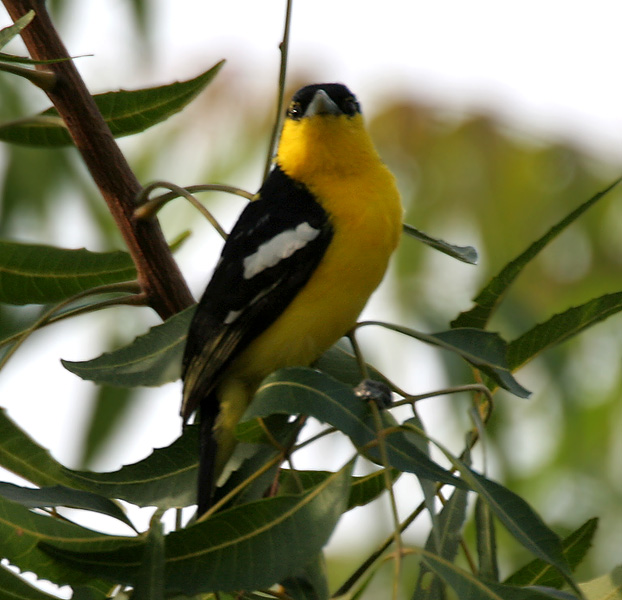
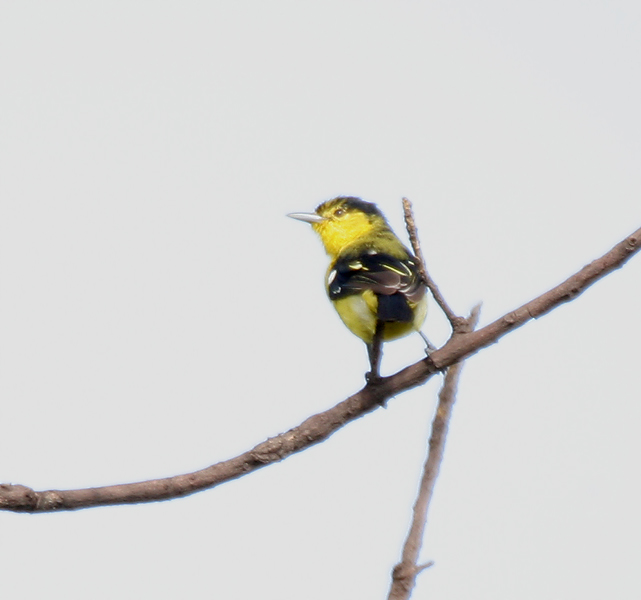
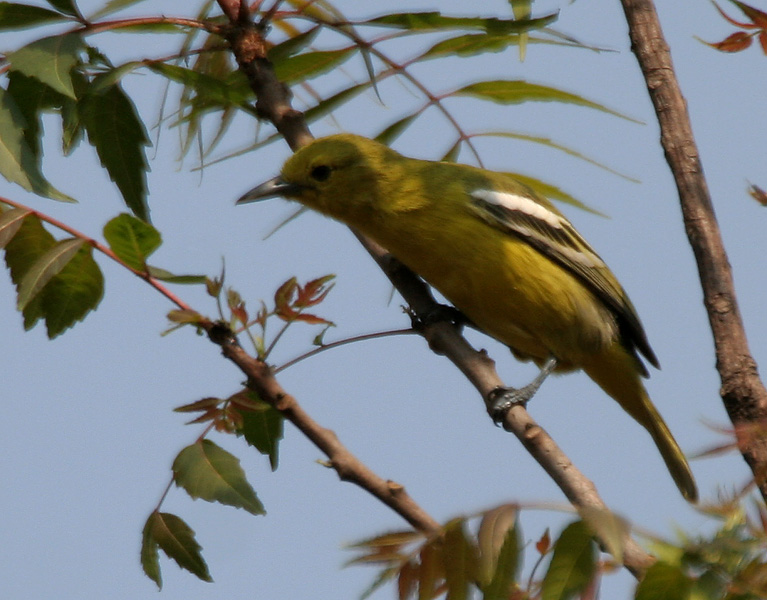
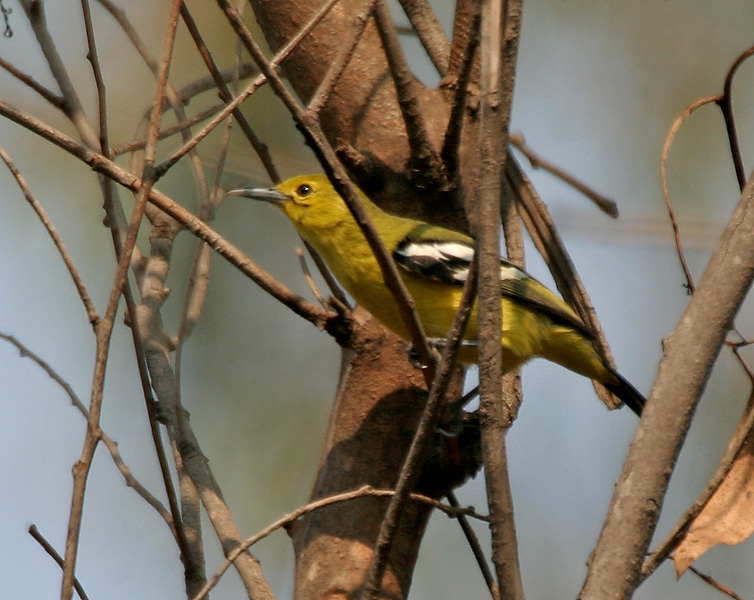
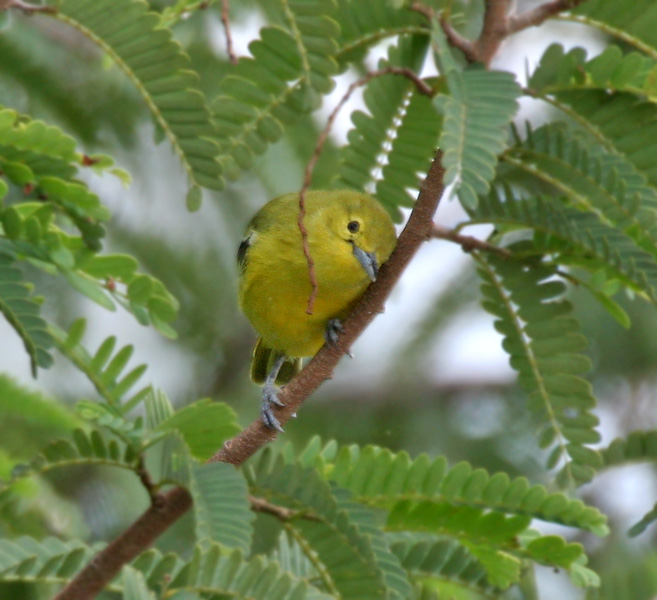
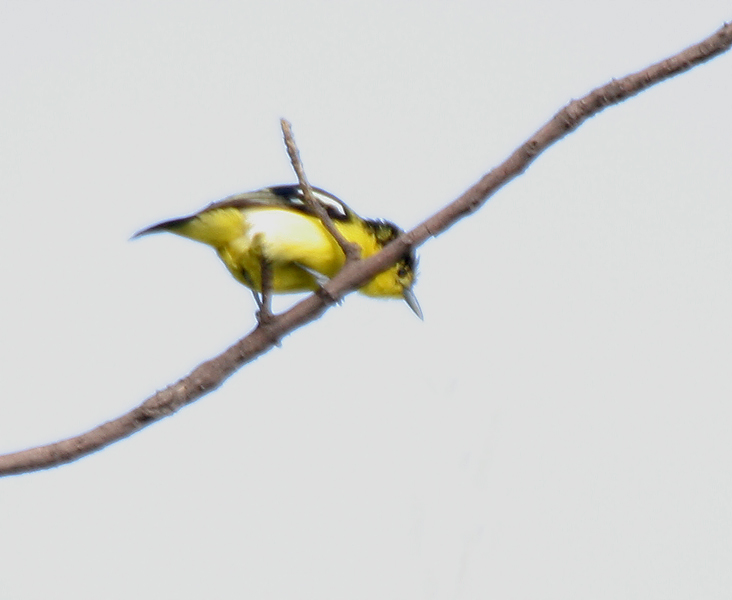
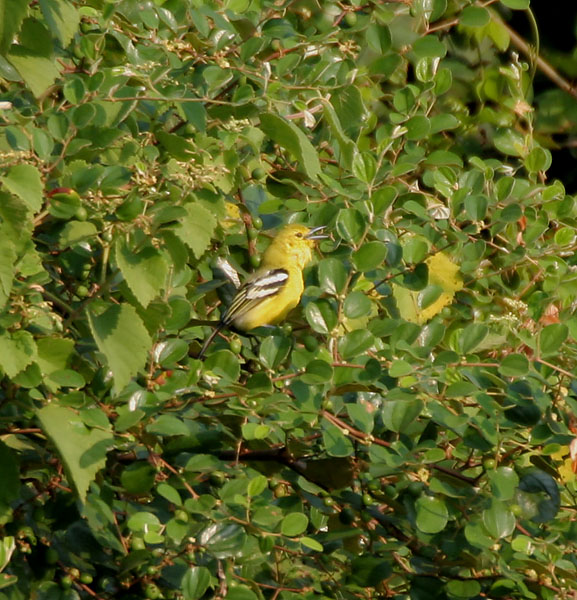
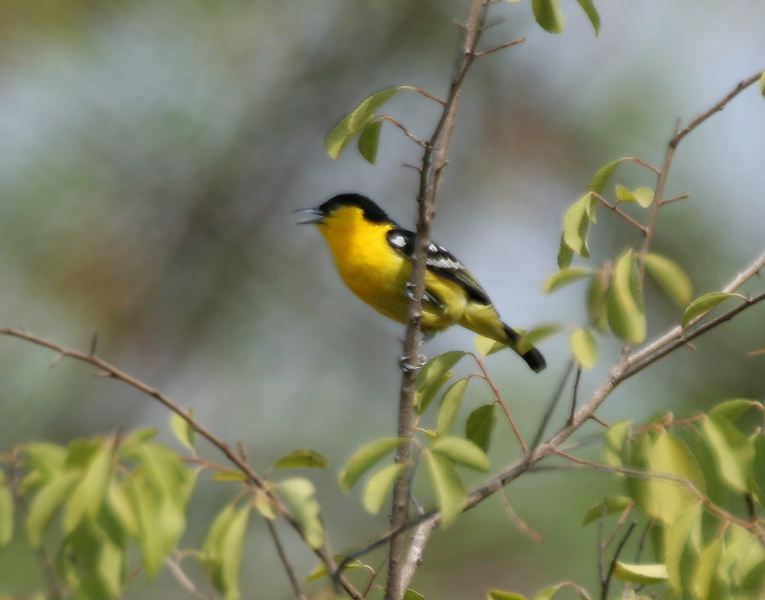
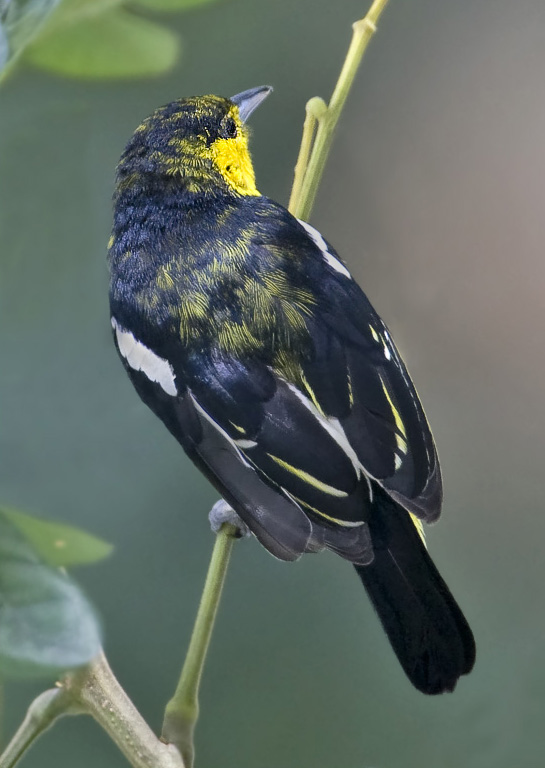
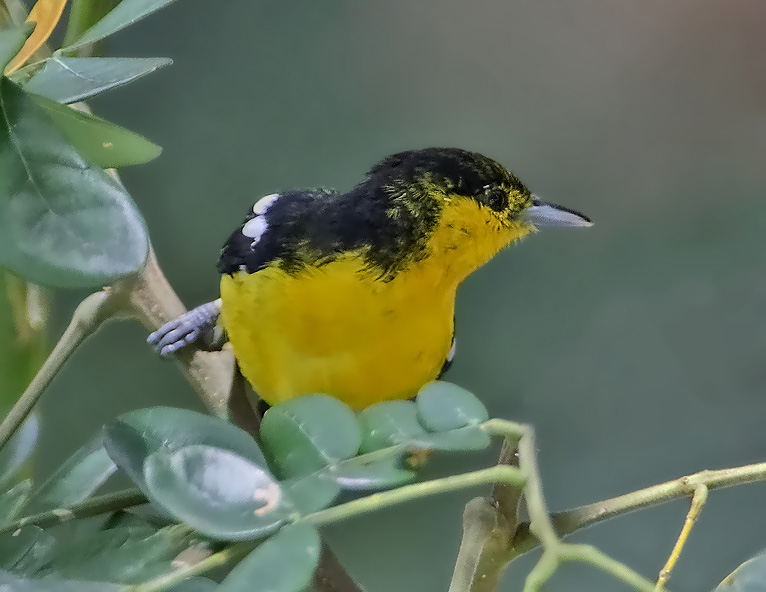